# Issa (Clan)

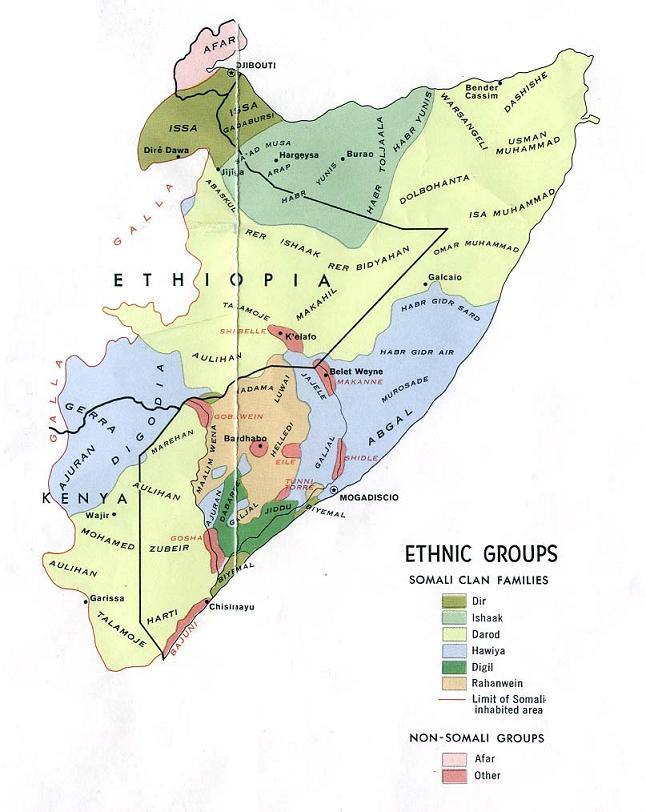
Karte der Volksgruppen in Somalia 1977.
Dir (inklusive Issa)

Die Issa (auch Ise, ʿIise; Somali Ciise) sind ein Clan der Somali. Sie gehören zur Clanfamilie der Dir und machen die Mehrheit der Bevölkerung in Dschibuti aus, daneben leben sie auch in der Region Awdal im Nordwesten von Somalia (Somaliland) und in der angrenzenden äthiopischen Somali-Region (Ogaden) vor allem in der Shinile-Zone. Traditionell leben sie als nomadische Viehzüchter, sie treiben aber auch Handel und verfügen über Kontakte in der gesamten Region.
Seit der Kolonialzeit sind die Issa vermehrt auf Kosten der Afar nach Norden und Westen in die Afar-Tiefebene vorgedrungen. Beim Bau der Bahnstrecke von Addis Abeba nach Dschibuti Anfang des 20. Jahrhunderts setzten die französischen Bauherren vorwiegend Issa als Träger, Arbeiter und Wachen ein. Bei der italienischen Invasion Äthiopiens 1935/36 kämpften Issa auf italienischer Seite und profitierten im Gegenzug von Waffen, militärischer Übung und lukrativen Vermarktungsmöglichkeiten für ihr Vieh. In der zweiten Hälfte des 20. Jahrhunderts lieferte Somalia weitere Waffen an die Issa, die es als Teil der Westsomalischen Befreiungsfront aufrüstete. Dies alles trug dazu bei, dass die Issa die Afar aus dem Gebiet der heutigen Shinile-Zone verdrängten. Die Dürre und Hungerkrise von 1972–1973/74 verschärfte die Konflikte. Die äthiopische Armee intervenierte gegen die Issa und soll 1971/72 Hunderte getötet und fast 200.000 Stück Vieh beschlagnahmt haben.
Nach dem Niedergang der Westsomalischen Befreiungsfront blieb deren Issa-Division unter dem Namen Issa and Gurgura Liberation Front aktiv. Sie erhielt weiterhin Unterstützung von Somalia und schloss sich der EPRDF an. 1987 wurde im Rahmen einer neuen Verwaltungsgliederung Äthiopiens die Autonome Region Dire Dawa für die Issa geschaffen (die zuvor zur Provinz Harerge gehört hatten), seit der Machtübernahme der EPRDF 1991 sind die Issa-Gebiete in Äthiopien Teil der ethnisch definierten Somali-Region.
Im von Frankreich kolonialisierten Dschibuti (bis 1967 Französische Somaliküste, danach Französisches Afar- und Issa-Territorium genannt) gab es ebenfalls Spannungen zwischen Issa und Afar, denn die Issa strebten den Anschluss an das seit 1960 unabhängige Somalia (Groß-Somalia), während die meisten Afar den Verbleib bei Frankreich vorzogen. Mahamoud Harbi war ein bedeutender Wortführer der Unabhängigkeitsbewegung. 1977 setzten die Issa die Unabhängigkeit Dschibutis durch, nicht aber die Vereinigung mit Somalia. Unter Hassan Gouled Aptidon entwickelte sich Dschibuti zum Einparteienstaat des Rassemblement populaire pour le progrès (RPP), in dem die Interessen der Afar-Minderheit wenig berücksichtigt wurden. 1991–1994 kam es daher zum Bürgerkrieg in Dschibuti zwischen der Issa-dominierten Regierung und den Afar-Rebellen der FRUD. Schließlich wurden wieder andere Oppositionsparteien zugelassen und Afar an der Regierung beteiligt, die Issa dominieren aber weiterhin das politische Leben. 1999 wurde Ismail Omar Guelleh, ein Neffe von Hassan Gouled Aptidon, dessen Nachfolger als Präsident Dschibutis.
In der Region Awdal in Somalia gab es Ende der 1980er Jahre Kämpfe mit den Gadabursi – einem anderen Clan der Dir –, die Issa in die Flucht nach Äthiopien trieben. Dort wurde bei Degago/Ayisha ein Flüchtlingslager eröffnet. Eine zweite Welle von Issa-Flüchtlingen verließ 1991 die Küstenstadt Zeila nach Kämpfen mit der SNM des Isaaq-Clans. Die Issa-Organisation United Somali Front hatte zuvor versucht, Zeila an Dschibuti anzuschließen. Im selben Jahr wurde der Nordwesten Somalias einschließlich Awdal unter Federführung der SNM als Somaliland für unabhängig erklärt. Im Unterhaus des Parlaments von Somaliland (Repräsentantenhaus) waren bis 2005 sechs von 82 Abgeordneten Issa, seit den Wahlen 2005 ist nur mehr ein Issa (als Mitglied der Regierungspartei UDUB) vertreten. Dieser Rückgang wird vor allem damit erklärt, dass sich die Issa in Awdal statt nach Somaliland vermehrt nach dem angrenzenden Dschibuti orientieren.
In Äthiopien gibt es weiterhin bewaffnete Konflikte mit den benachbarten Afar. 2003–2005 war mit Omar Jibril Abubaker ein Issa Präsident der Somali-Region.